# Puellemontier
Puellemontier est une ancienne commune française située dans le département de la Haute-Marne, en région Champagne-Ardenne.

## Géographie

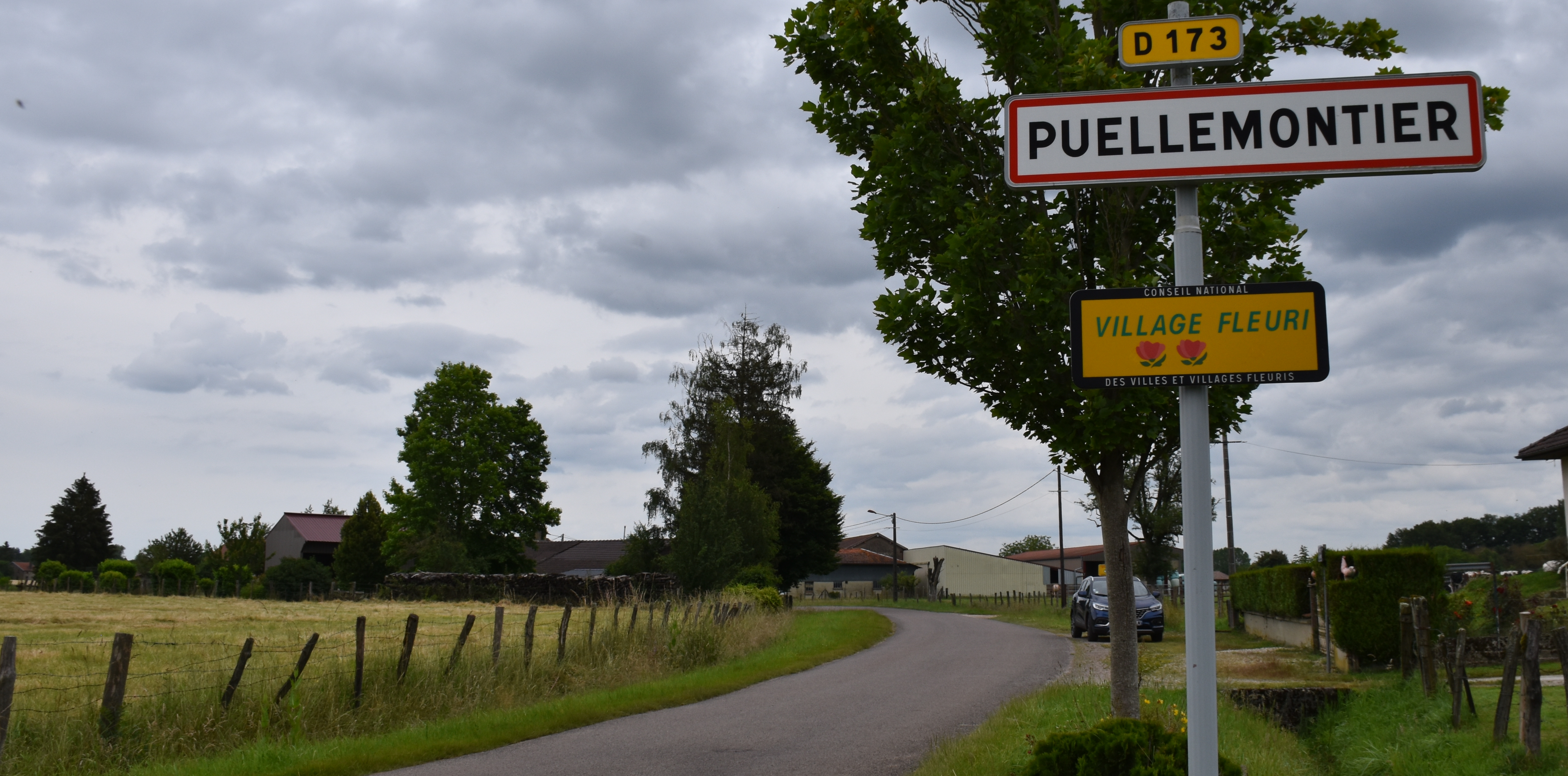
Une entrée du bourg.

## Toponymie
Puellemontier vient de puellarum monasterium, « monastère de jeunes filles »,.

## Histoire
Par un arrêté préfectoral du 21 décembre 2015, Puellemontier s'est regroupée avec les communes de Droyes, Longeville-sur-la-Laines et Louze qui deviennent des communes déléguées de la nouvelle commune de Rives Dervoises ainsi créée. Son chef-lieu est fixé à Puellemontier.

## Politique et administration

### Liste des maires
| Période                                  | Période   | Identité             | Étiquette | Qualité |
| ---------------------------------------- | --------- | -------------------- | --------- | ------- |
| Les données manquantes sont à compléter. |           |                      |           |         |
| mars 1945                                | mars 1989 | Henri Corbet         |           |         |
| mars 1989                                | mars 1995 | Henri Martinet       |           |         |
| mars 1995                                | mars 2008 | Bernard Niederberger |           |         |
| mars 2008                                | 2014      | Tony Moreno          |           |         |
| 2014                                     | En cours  | Fabrice Douet        |           |         |

## Population et société

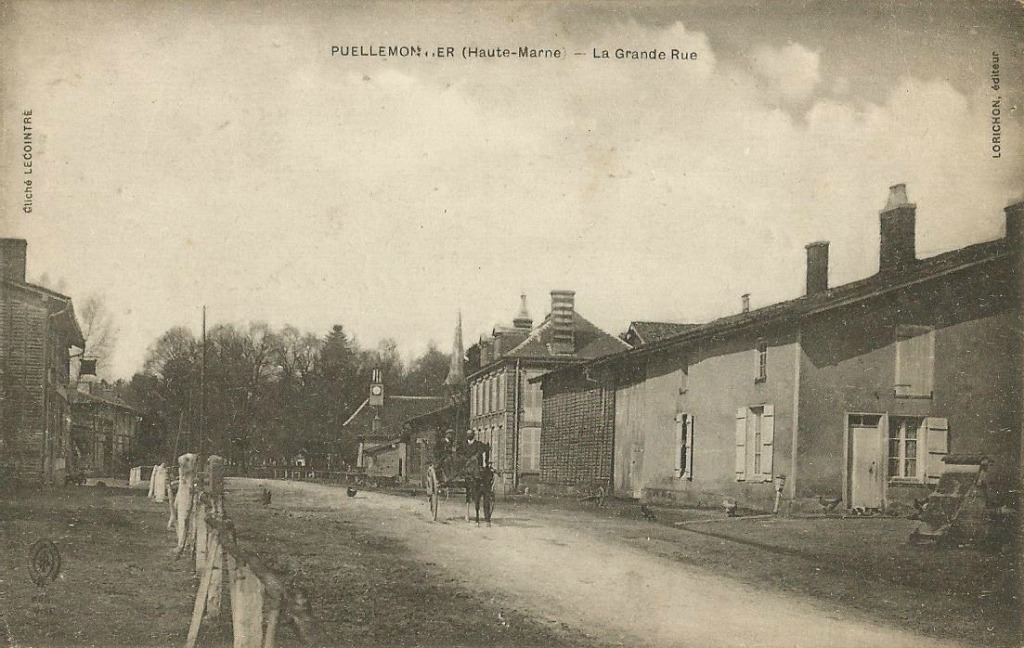
Carte postale de la Grande-Rue vers 1920.

### Démographie
L'évolution du nombre d'habitants est connue à travers les recensements de la population effectués dans la commune depuis 1793. À partir du 1er janvier 2009, les populations légales des communes sont publiées annuellement dans le cadre d'un recensement qui repose désormais sur une collecte d'information annuelle, concernant successivement tous les territoires communaux au cours d'une période de cinq ans. 
Pour les communes de moins de 10 000 habitants, une enquête de recensement portant sur toute la population est réalisée tous les cinq ans, les populations légales des années intermédiaires étant quant à elles estimées par interpolation ou extrapolation. Pour la commune, le premier recensement exhaustif entrant dans le cadre du nouveau dispositif a été réalisé en 2005,.
En 2013, la commune comptait 223 habitants, en évolution de +13,2 % par rapport à 2008 (Haute-Marne : −2,45 %, France hors Mayotte : +2,49 %).
| 1793 | 1800 | 1806 | 1821 | 1831 | 1836 | 1841 | 1846 | 1851 |
| ---- | ---- | ---- | ---- | ---- | ---- | ---- | ---- | ---- |
| 484  | 513  | 534  | 452  | 529  | 541  | 570  | 549  | 533  |

| 1856 | 1861 | 1866 | 1872 | 1876 | 1881 | 1886 | 1891 | 1896 |
| ---- | ---- | ---- | ---- | ---- | ---- | ---- | ---- | ---- |
| 466  | 468  | 486  | 490  | 482  | 419  | 389  | 355  | 357  |

| 1901 | 1906 | 1911 | 1921 | 1926 | 1931 | 1936 | 1946 | 1954 |
| ---- | ---- | ---- | ---- | ---- | ---- | ---- | ---- | ---- |
| 333  | 316  | 290  | 254  | 268  | 282  | 261  | 314  | 287  |

| 1962 | 1968 | 1975 | 1982 | 1990 | 1999 | 2005 | 2010 | 2013 |
| ---- | ---- | ---- | ---- | ---- | ---- | ---- | ---- | ---- |
| 259  | 213  | 192  | 187  | 185  | 172  | 190  | 218  | 223  |

## Culture locale et patrimoine

### Lieux et monuments

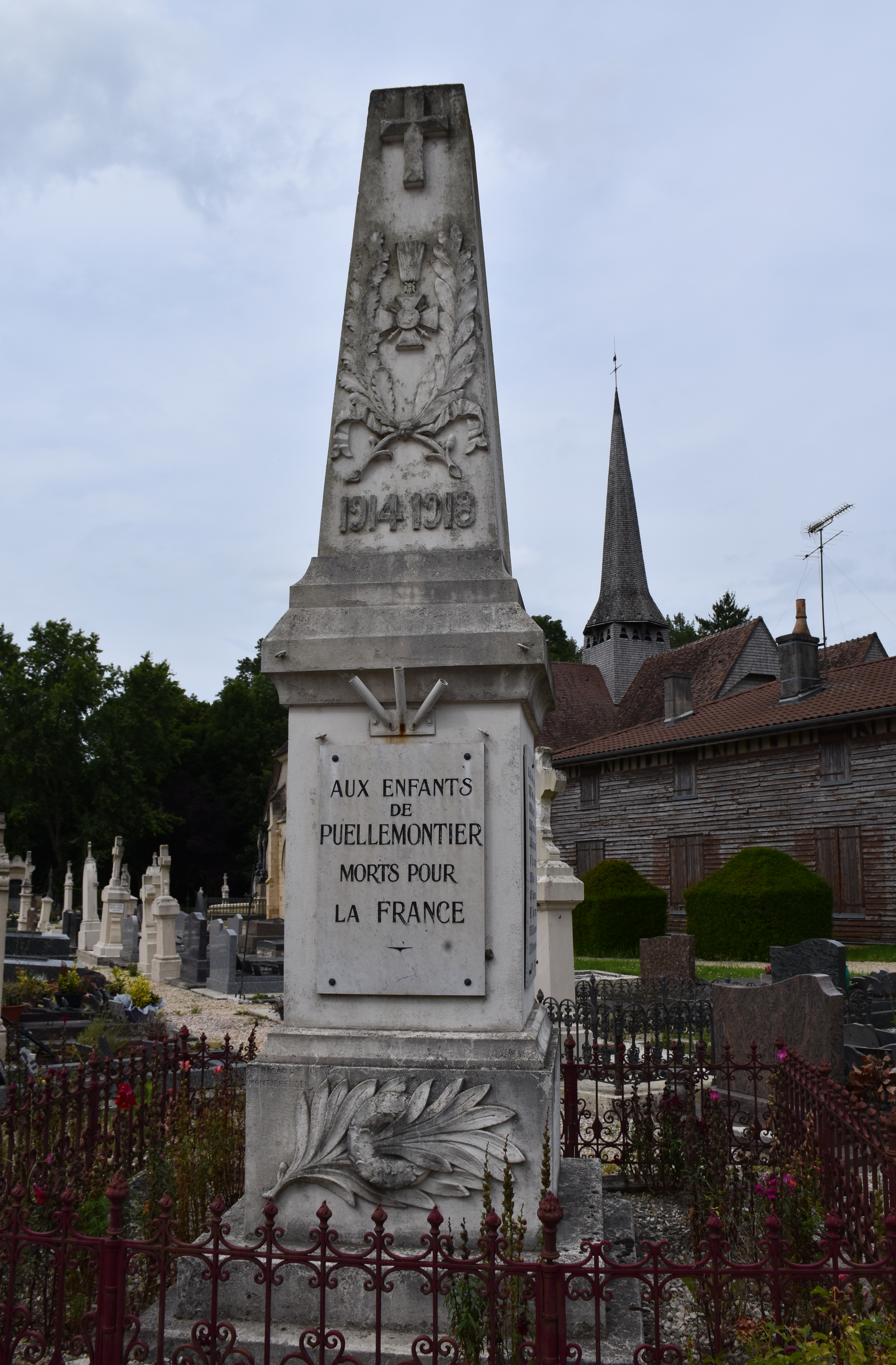
Le monument aux morts.

- Le patrimoine architectural et culturel de Puellemontier est essentiellement concentré sur son église Notre-Dame-en-sa-Nativité[7] (classée monument historique[8],[9]). L’église, surmontée d’une flèche en bois polygonale recouverte d’écailles, présente une nef et des collatéraux des XIIe et XIIIe siècles, une abside du XVIe siècle dans un ensemble remarquable de vitraux issus de l'école troyenne, dont l’Arbre de Jessé (1531) et la Vie de la Vierge (1527). Le chœur et le transept ont subi l'outrage de la tempête du 26/12/1999.
- Puellemontier, c'est aussi le château des XVIIe et XVIIIe siècles. L'élégance des proportions caractérise cet ensemble, autrefois d'un joli vieux-rose. Un institut médico-éducatif (Le Joli Coin) et un centre d'aide par le travail (Les Ateliers de l'Héronne) animent aujourd'hui cette noble demeure et son parc pourvu d'arbres centenaires.
- Lavoir et maison à pans de bois.
- Croix de cimetière de Puellemontier.
- Il y eut, à l'origine, deux couvents à Puellemontier : l'un de femmes, d'où l’origine du nom de Puellemontier (voir toponymie), le monastère féminin du Der, le plus ancien fondé en 673, subordonné au monastère masculin du Der  et l'autre d'hommes, l'abbaye de la Chapelle-aux-Planches de l'ordre des prémontrés, fondée en 1145 [2].

#### Galerie: extérieur de l'église

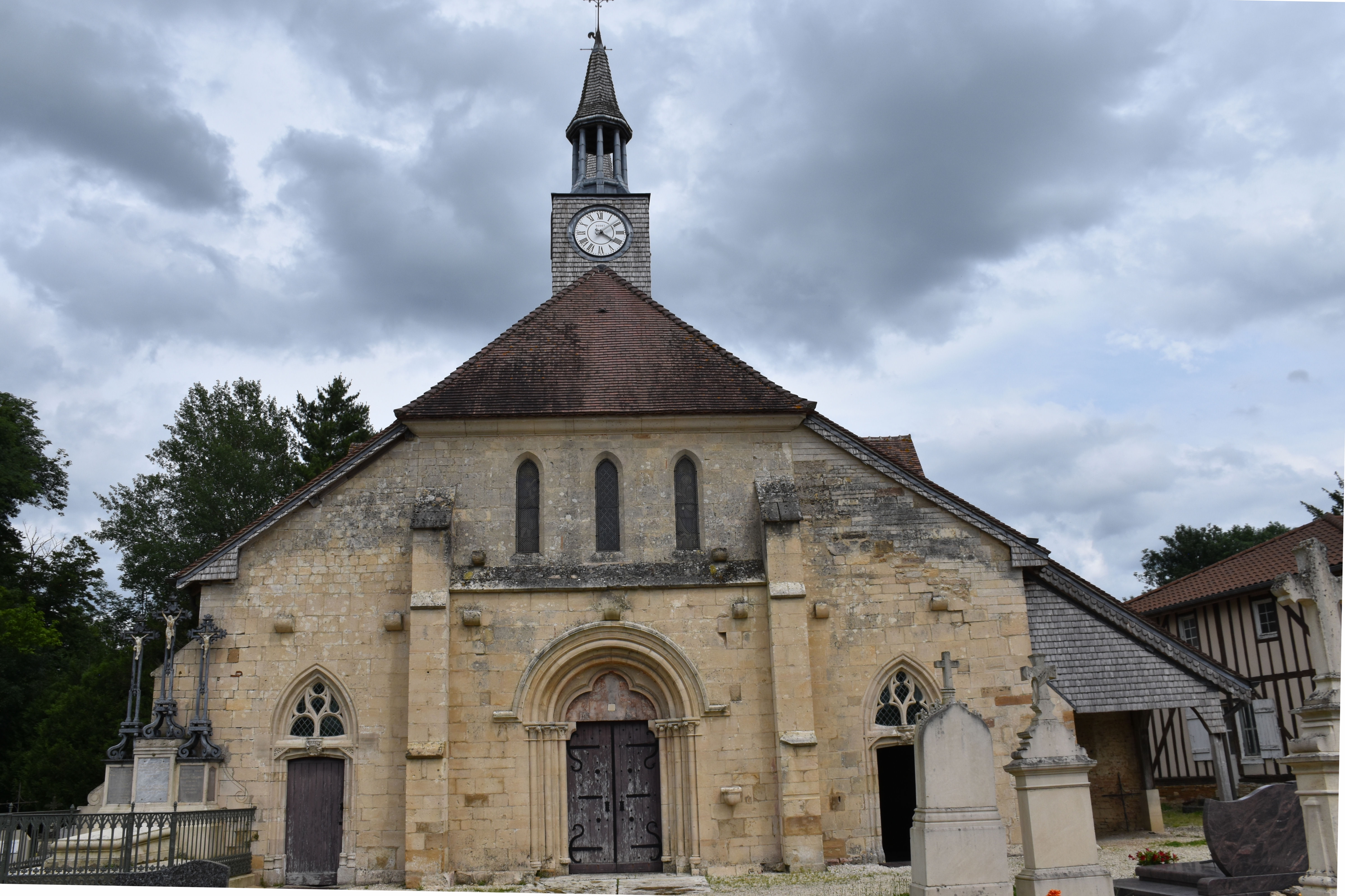
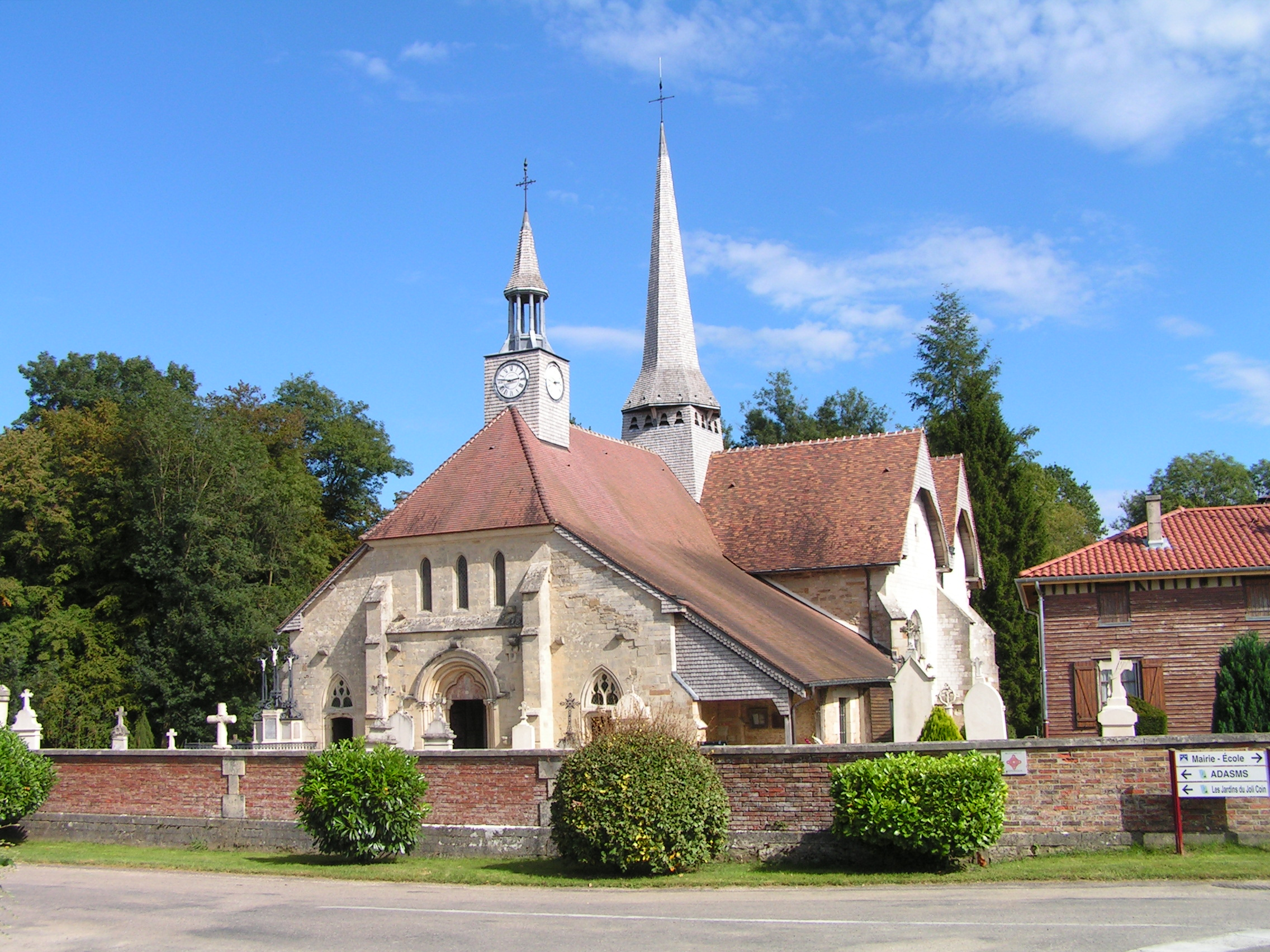
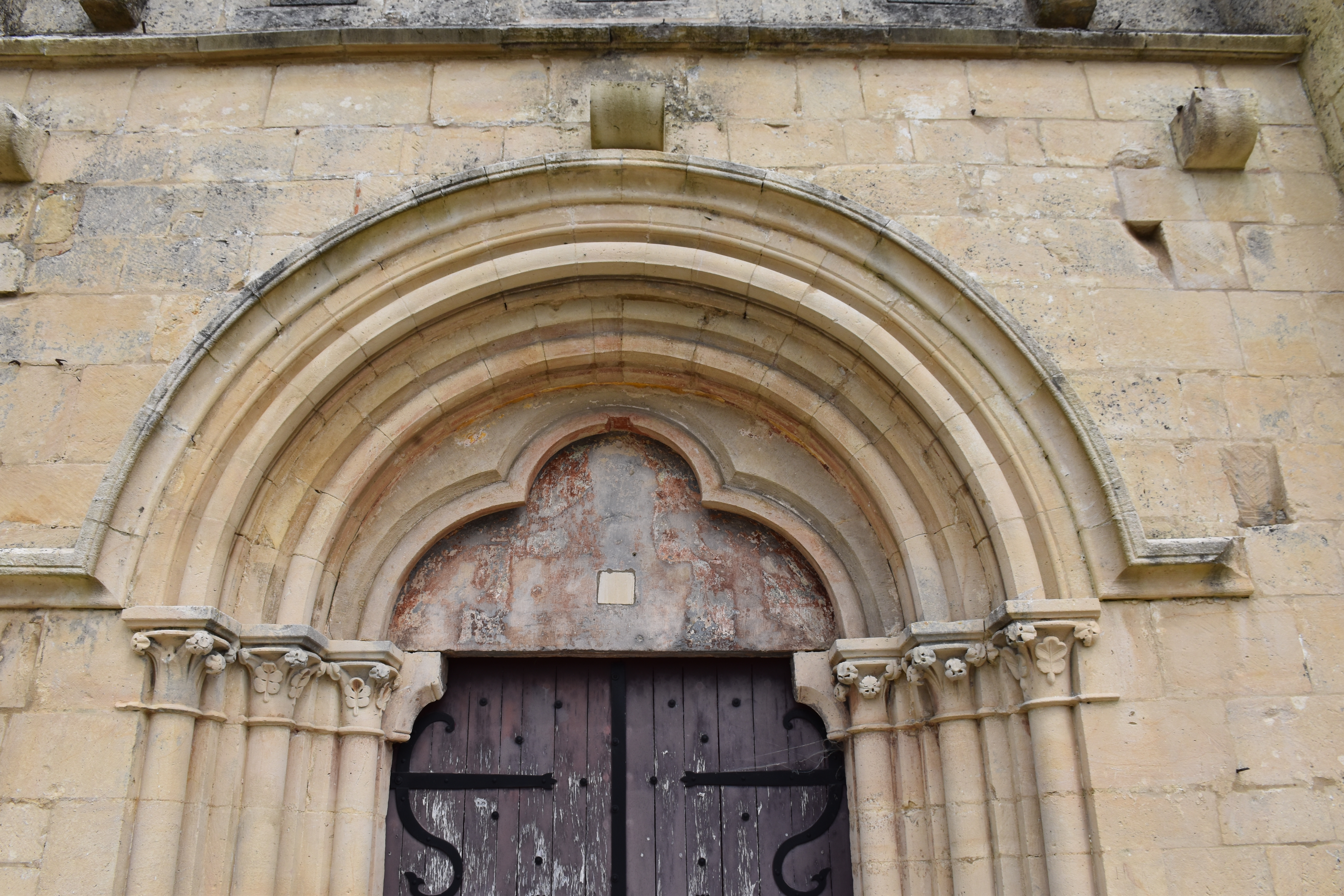
Le portail latéral.
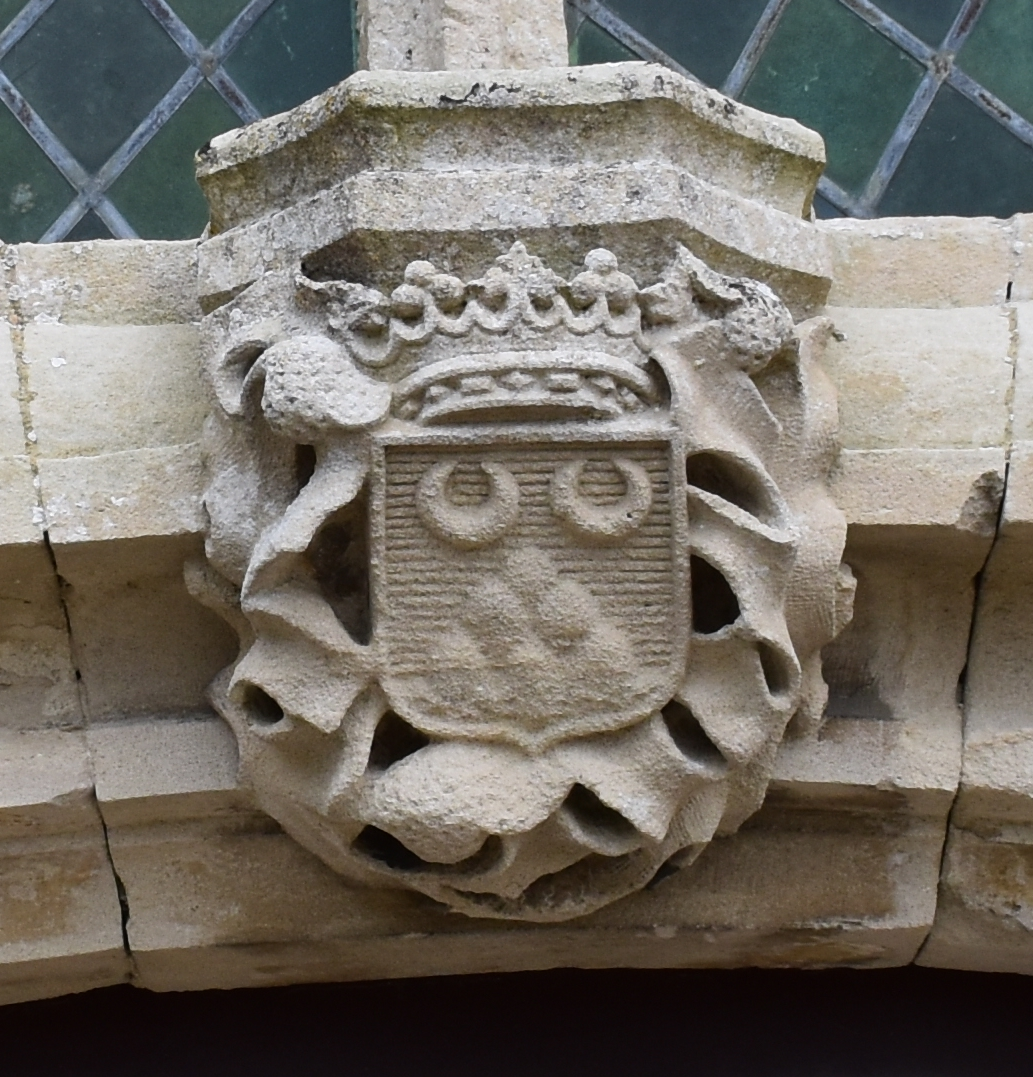
Blason.
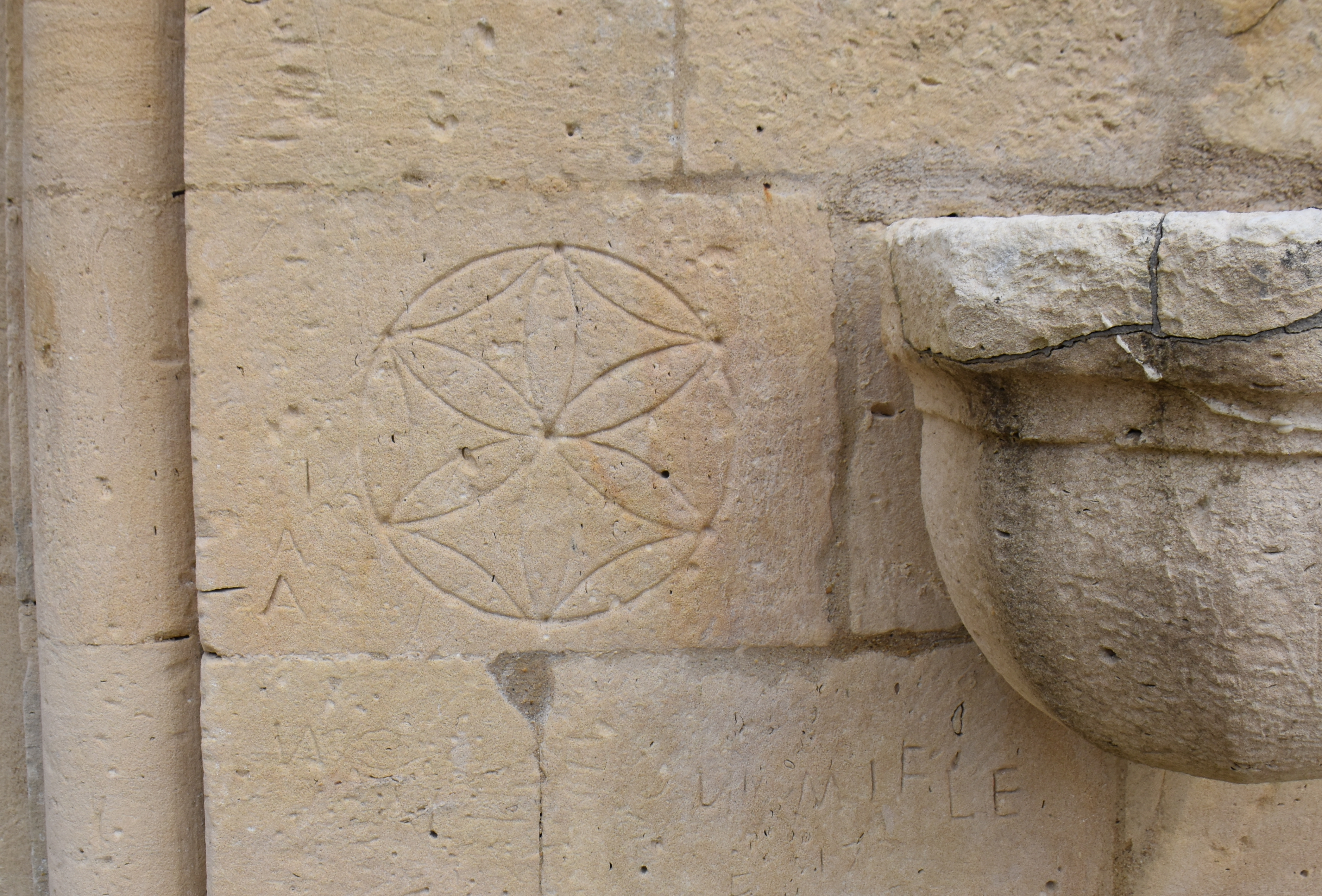
Cadran canonial.
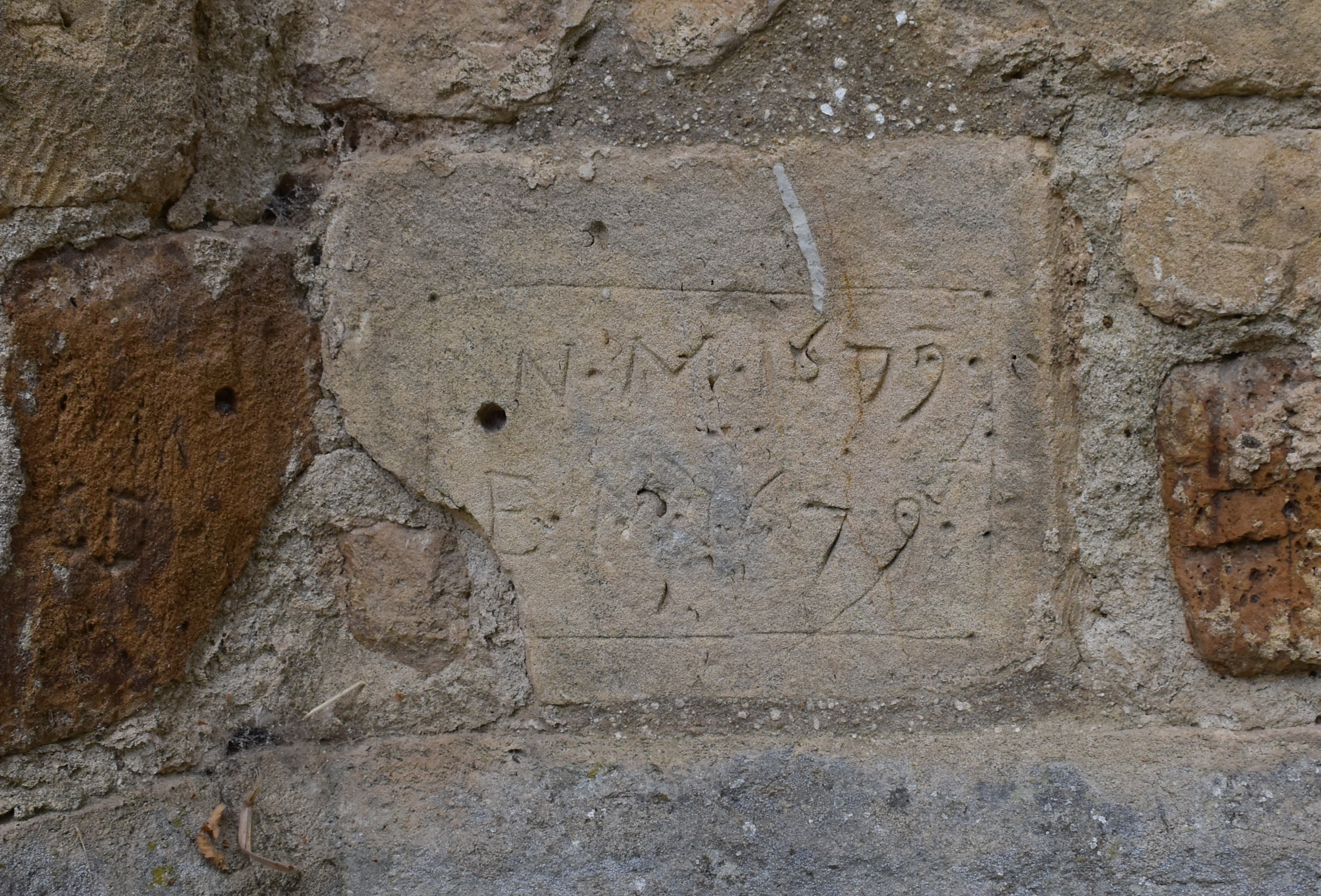
Graffiti daté de 1679.

#### Galerie: intérieur de l'église

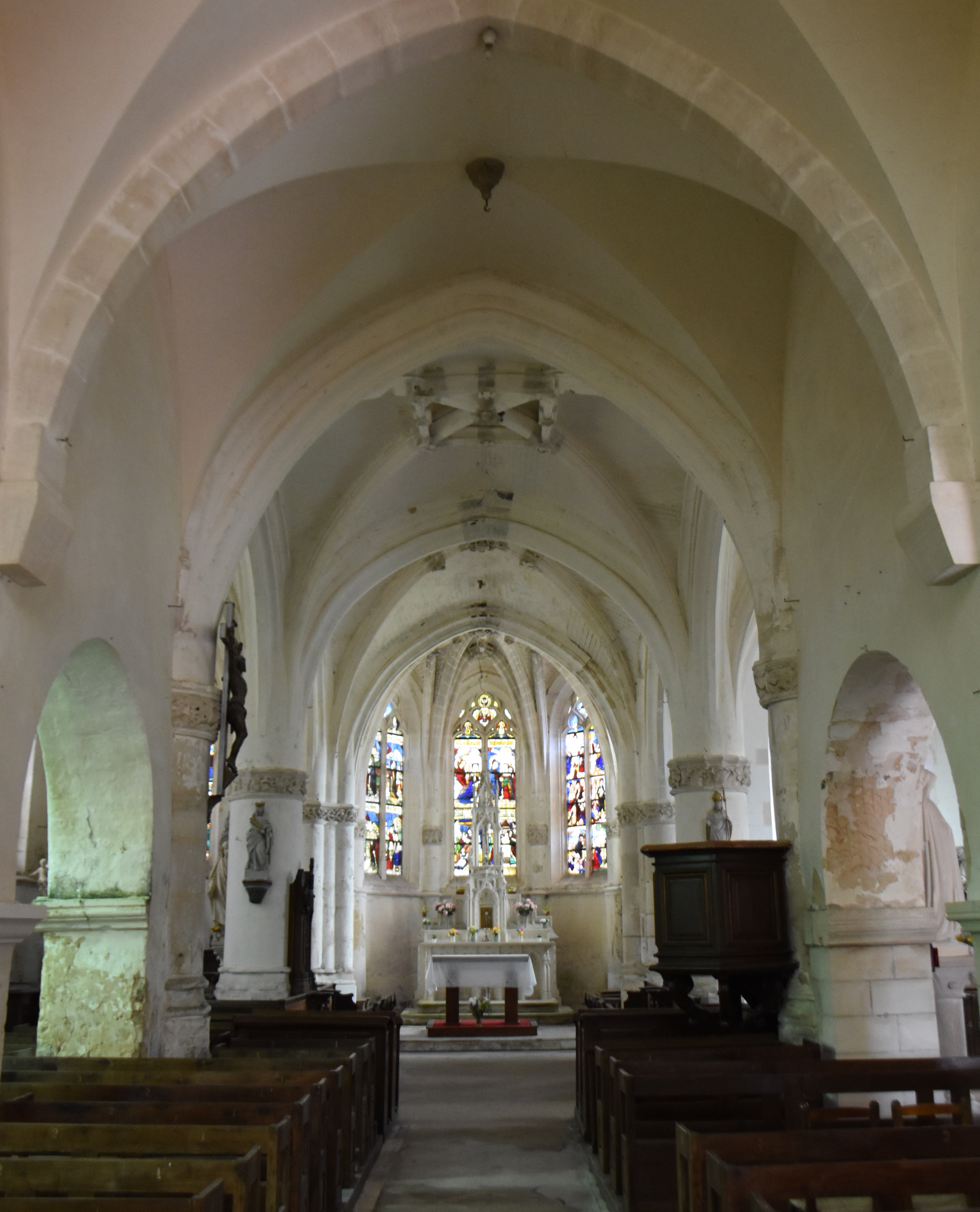
La nef.
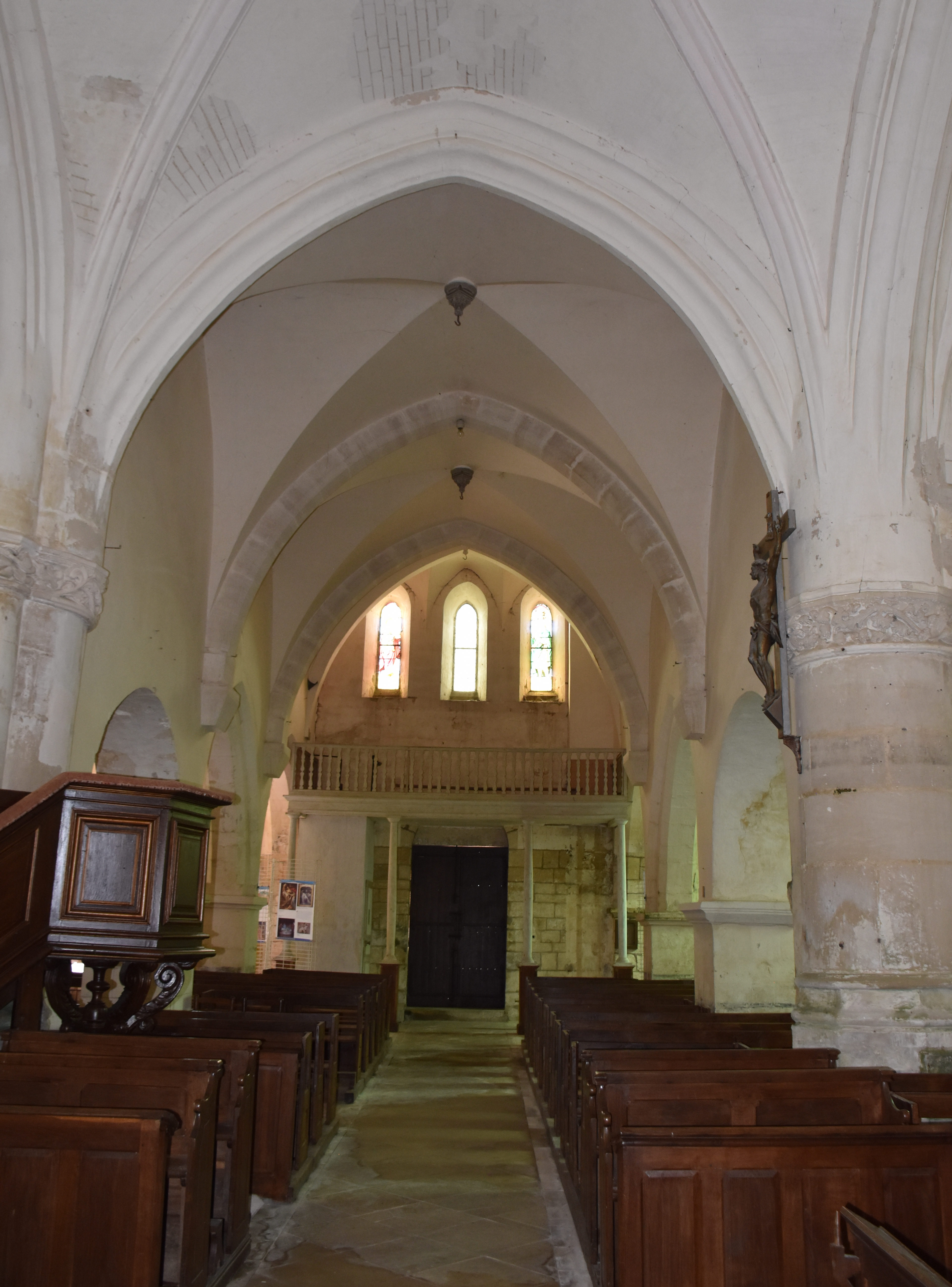
La nef côté porche.
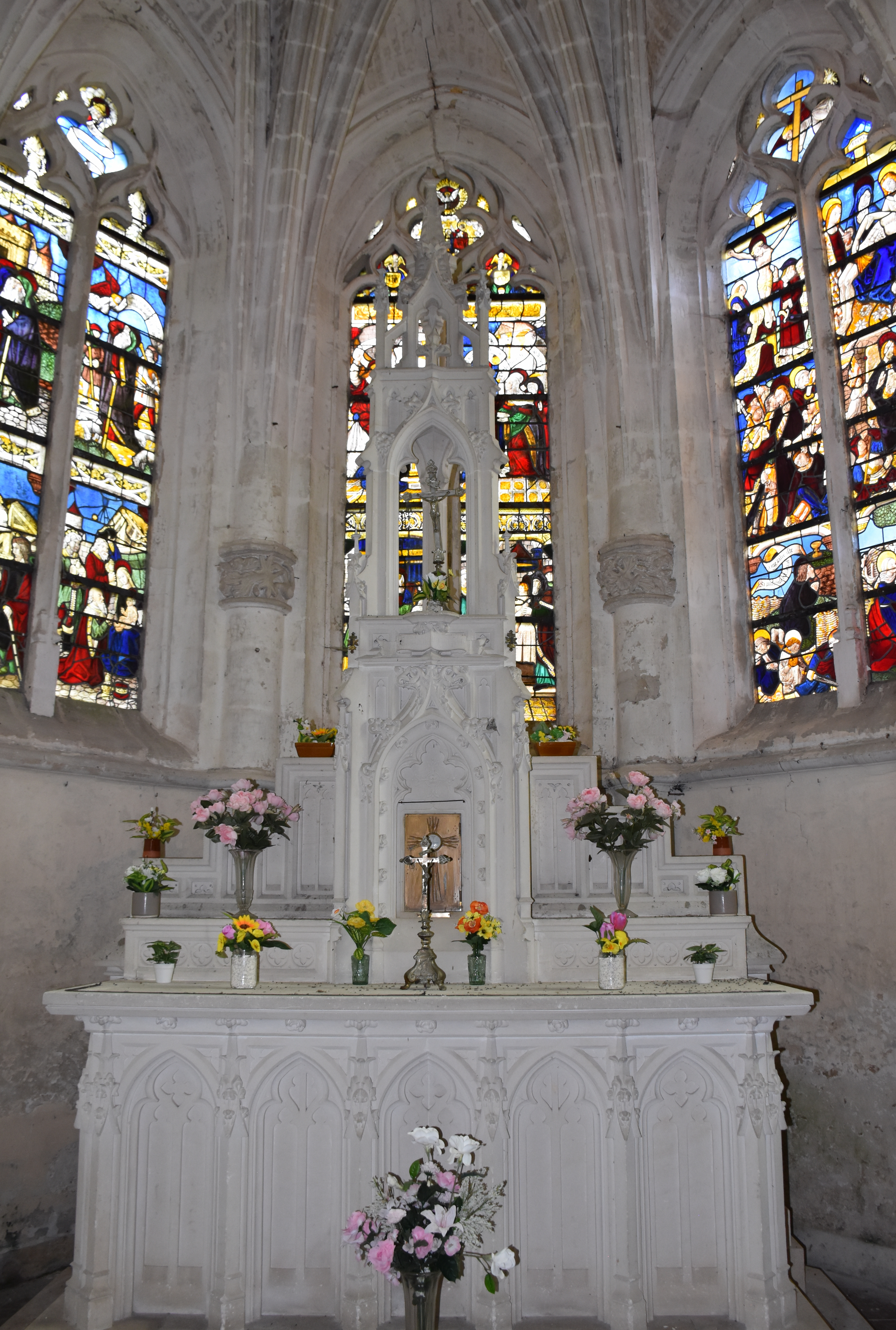
Le maître-autel.
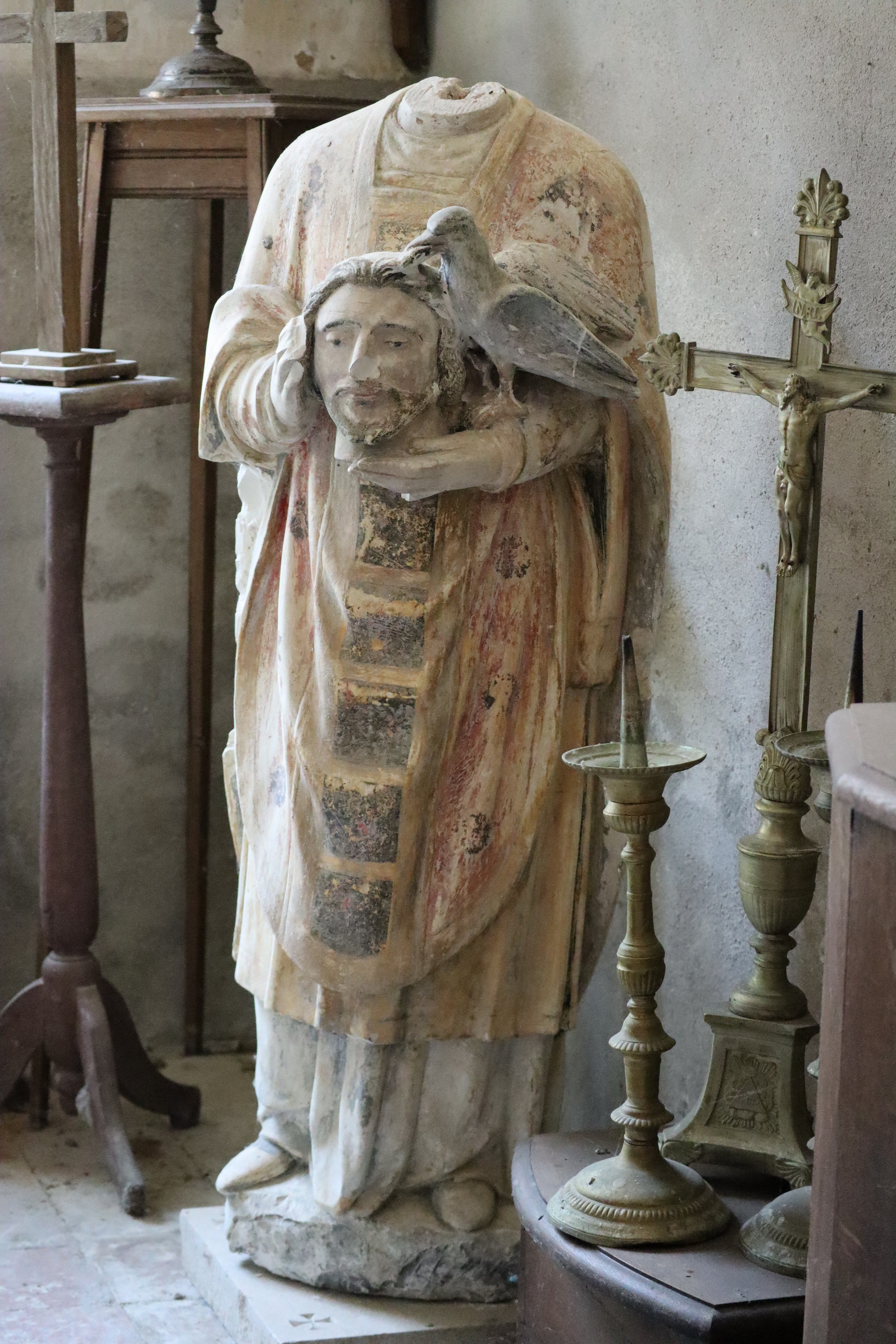
Statue de Saint-Lupien.
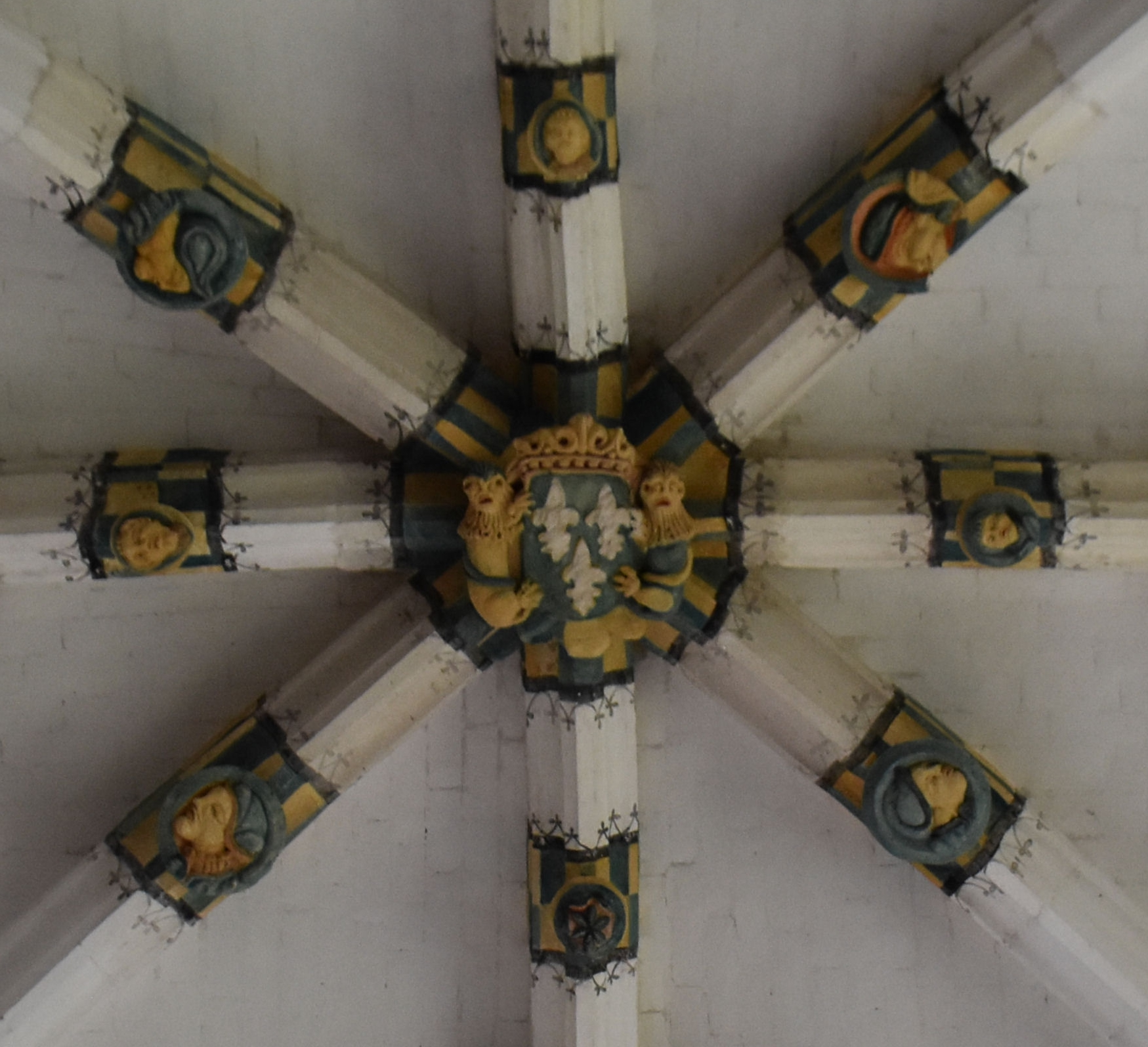
Clé de voûte armoriée.
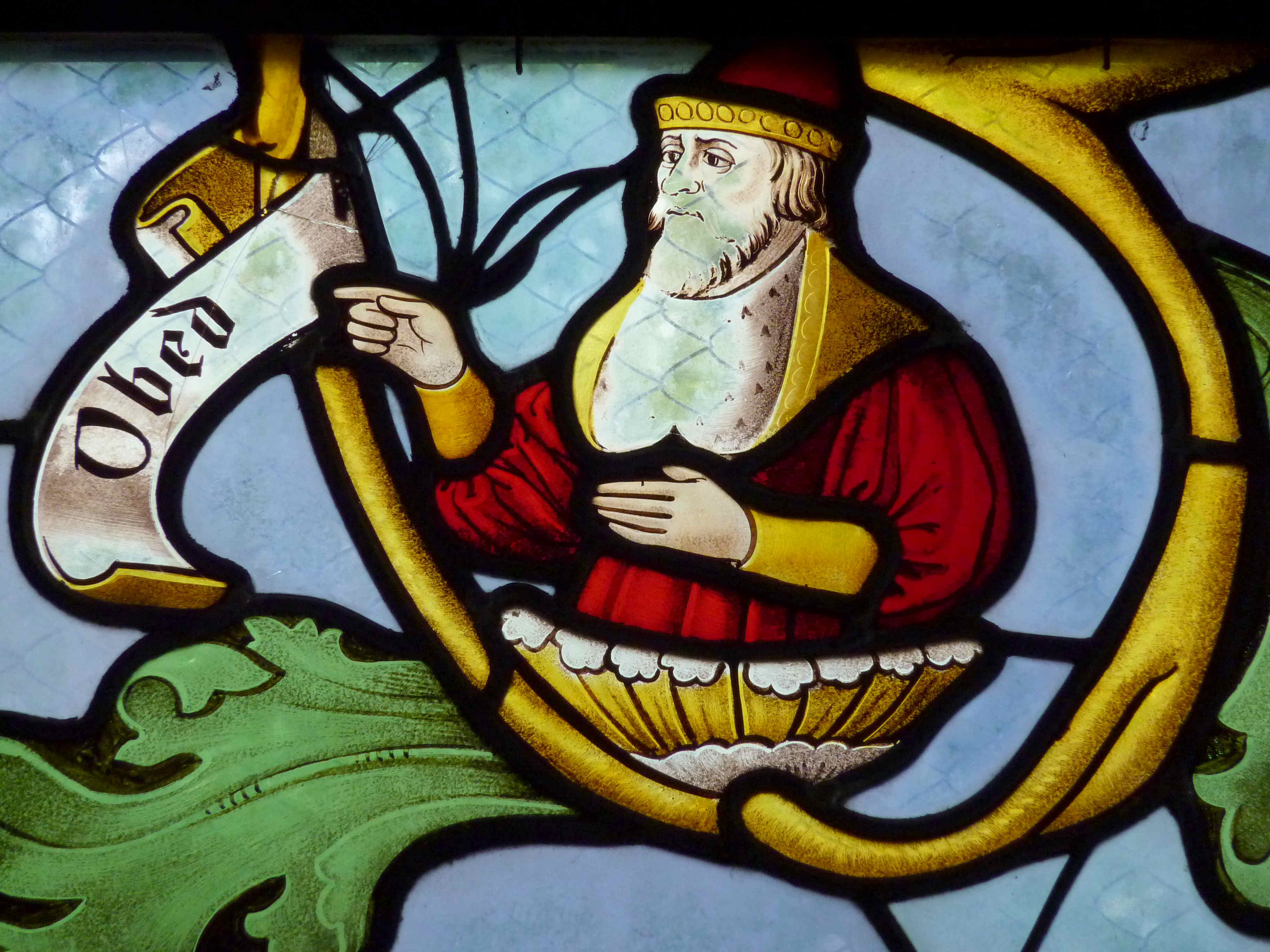
Un des nombreux vitraux de l'église.

### Personnalités liées à la commune
- Marius Cartier (1913-1992), né à Puellemontier, homme politique français.

### Héraldique
| Armes de Puellemontier | Les armes de Puellemontier se blasonnent ainsi : d'azur au mont de six coupeaux d'argent mouvant de la pointe surmonté de deux croissants du même. |